# Крюгер, Бернхард
Бернхард Крюгер (нем. Bernhard Krüger) — штурмбаннфюрер СС, руководитель Операции «Бернхард» (одна из крупнейших операций по производству фальшивых денег)
Во время Второй мировой войны в Германии была проведена грандиозная тайная операция по массовому производству липовых банкнот — «Бернхард». В основном в её рамках немецкие специалисты занимались изготовлением поддельных долларов США и английских фунтов стерлингов. Участники операции не понесли наказания.
Возглавлял эту операцию Бернхард Крюгер (отсюда и название). Ему в строгой секретности необходимо было наладить производство фальшивых денег, чтобы Германия смогла осуществить свой заранее продуманный стратегический план.
Для выполнения своего задания Крюгер среди заключённых лагеря Заксенхаузен подобрал себе команду, в состав которой вошли печатники, художники, граверы, а также знаменитый фальшивомонетчик Соломон Смолянов. В двух отдельных бараках Заксенхаузена Бернхард организовал подпольную мастерскую. Всем заключенным, принимавшим участие в организации производства фальшивых денег, были предоставлены нормальные условия жизни, по сравнению с обычными заключёнными.
Само производство денег было полностью налажено лишь в 1942 году, поскольку очень много потребовалось времени на раскрытие алгоритмов генерации серийных номеров, подбор бумаги, изготовление печатных матриц и на изобретение способа нанесения водяных знаков. В конце 1943 года на этом «заводе» изготавливалось почти по миллиону фунтов стерлингов в месяц.
Качество всех поддельных купюр было настолько высокое, что даже банковские служащие не всегда могли отличить их от настоящих. Эти деньги вначале предназначались для того, чтобы дестабилизировать британскую экономику. Их планировалось сбрасывать с самолётов на населенные пункты к простым слоям населения. Таким образом, деньги должны были войти в оборот в стране. Этот план срабатывал недолго, поскольку уже к 1943 году у немецких самолётов не было возможности летать над Британией. Тогда эти деньги стали использовать для оплаты стратегического импорта. Также этими деньгами расплачивались с агентами немецкой разведки.
В общей сложности к концу войны было произведено 8 965 080 банкнот, стоимость которых равнялась £ 134 610 810.
Перед самым окончанием Второй мировой войны на этой подпольной фабрике начали производить доллары США, но, из-за поражения немецких войск, крупномасштабное производство не было налажено. Когда советские войска уже подступали к Заксенхаузену, всё оборудование и все заключённые-фальшивомонетчики были перевезены в Маутхаузен. В первых числах мая 1945 года заключённых хотели переместить в подлагерь Эбензее и уничтожить, но этому не суждено было состояться, поскольку вовремя подоспели американские войска.
Но всё же, часть фальшивых банкнот немцы успели утопить в озере Топлиц, расположенное около Эбензее. С его дна в период с 1959—1963 гг. были подняты ящики, наполненные фальшивыми банкнотами. Также в них находились матрицы для печати денег и именной список заключённых.
После завершения войны эта истории не разглашалась, поскольку британцы боялись подорвать доверие к своей валюте. Однако из-за большого количества подделок, запущенных в оборот, Банку Англии пришлось поменять все купюры, значимостью выше пяти фунтов стерлингов.
Организатор цеха по изготовлению поддельных купюр Бернхард Крюгер первые два года после войны находился в заключении у британцев, затем его передали французам. После года заточения во Франции Бернхард был оправдан. До конца своей жизни он проработал в компании по производству бумаги. Умер Бернхард Крюгер своей смертью в 1989 году.
Подробнее со всеми деталями операции «Бернхард» можно ознакомиться, прочитав книгу «Мастерская дьявола», которая написана её участником, заключённым Адольфом Бургером. По мотивам этой книги снят австро-германский фильм «Фальшивомонетчики». Детально рассказывается об операции в документальном фильме «Фальшивомонетчики Гитлера».
В 1957 году журналист Мюррэй Тэйг Блум писал, что, несмотря на размеры операции «Бернхард», власти попытались умолчать о её масштабах. «В книгах, в публикациях были опущены многие реальные факты. Единственный человек, который может рассказать об этой операции правду — Бернхард Крюгер, продолжает хранить молчание, поэтому многие секреты, так и останутся нераскрытыми», — писал Блум.